# Північно-Тихоокеанські прибережні ліси
Північно-Тихоокеанські прибережні ліси (ідентифікатор WWF: NA0520) — неарктичний екорегіон хвойних лісів помірної зони, розташований на півдні та південному сході Аляски в США.

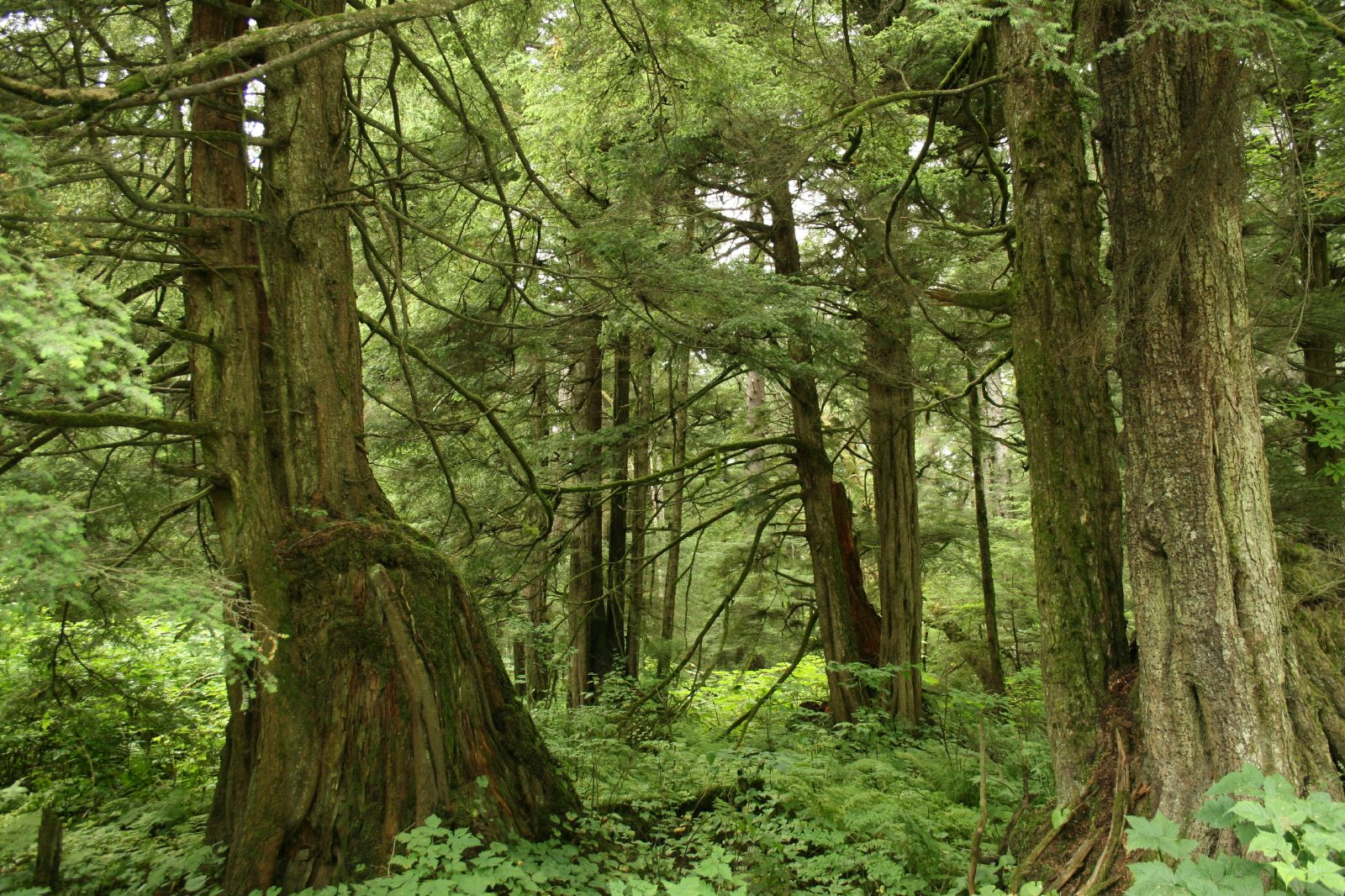
Тсуґовий ліс в Національний історичний парк Сітка

## Географія
Екорегіон північно-тихоокеанських прибережних лісів охоплює вузьку прибережну смугу шириною близько 160 км, розташовану в Південно-Східній Алясці, між узбережжям Тихого океану та горами Берегового хребта. Він простягається на 1600 км широкою дугою вздовж узбережжя Аляскинської затоки, від північно-східної частини Кадьяцького архіпелагу та південної частини Кенайського півострова, через затоку Принца Вільгельма до архіпелагу Олександра. В горах Берегових хребтів екорегіон переходить у тундру та крижані поля гір тихоокеанського узбережжя.
Екорегіон вклюєчає тисячі дрібних і кілька великих гористих островів, довгі прибережні долини та вузькі затоки і фіорди, які були висічені льодовиками серед гір, утворивши надзвичайно розчленовану берегову лінію. Північна частина екорегіону складається з мозаїки передгір'їв, прибережних низовин, утворних алювіальними конусами, піднесених естуаріїв, морен, друмлінів, дюн, річкових дельт та морських терас. Південна частина екорегіону характеризується численними лійками, печерами та іншими карстовими формами рельєфу. Ґрунти регіону представлені гістосолями та сподосолями. 

## Клімат
На більшій частині екорегіону переважає напрочуд м'який, як для його широти, помірний морський клімат (Cfb за класифікацією кліматів Кеппена), а в горах та на півночі регіону — субполярний океанічний клімат (Cfc за класифікацією Кеппена). Завдяки впливу теплої Аляскинської течії клімат регіону характеризується унікальним поєднанням помірних температур та екстримально великої кількості опадів. Середньорічна кількість опадів коливається від 762 до 5588 мм, і в середньому становить 2450 мм. Локальні відмінності в кількості опадів, як в межах всього регіону, так і на окремих островах, здебільшого спричинені ефектом дощової тіні та іншими топографічними особливостями. Вони є важливим фактором, який впливає на поширення рослинності.

## Флора
Основними рослинними угрупованнями екорегіону є помірні дощові ліси, які складають четверту частину від всіх помірних дощових лісів світу. Основу прибережних дощових лісів складають сіткійські ялини (Picea sitchensis), західні тсуґи (Tsuga heterophylla) та гірські тсуґи (Tsuga mertensiana). Серед інших дерев, поширених в лісах регіону, слід відзначити скручену сосну (Pinus contorta), велетенську тую (Thuja plicata) та нутканський кипарис (Callitropsis nootkatensis). Уздовж річок або в інших погано дренованих місцевостях ростуть широколистяні дерева, зокрема вільхи (Alnus spp.), каліфорнійські тополі (Populus trichocarpa) та паперові берези (Betula papyrifera). Велика кількість опадів призводить до майже повної відсутності пожеж, що є практично унікальним явищем серед хвойних лісів Північної Америки.
Флористичне різноманіття лісів екорегіону є нижчим порівняно з різноманіттям помірних дощових лісів, поширених південніше. Однак деякі частини екорегіону, такі як острови Далл і Кадьяк, а також узбережжя Льодовикової затоки, уникли зледеніння в плейстоцені і були рефугіумами для багатох видів рослин, зокрема для кількох ендемічних підвидів.

## Фауна
Серед поширених в екорегіоні ссавців слід відзначити гризлі (Ursus arctos horribilis), барибала (Ursus americanus), звичайного лося (Alces alces), канадського вовка (Canis lupus occidentalis), звичайну лисицю (Vulpes vulpes), канадську рись (Lynx canadensis), канадську видру (Lontra canadensis), тихоокеанську куницю (Martes caurina), американського зайця (Lepus americanus), канадського бобра (Castor canadensis), червону вивірку (Tamiasciurus hudsonicus) та канадського голкошерста (Erethizon dorsatum). Серед майже ендемічних ссавців, поширених в екорегіоні, слід відзначити хайдійського горностая (Mustela haidarum), кадьякського бурого ведмедя (Ursus arctos middendorffi) та сіткійського чорнохвостого оленя (Odocoileus hemionus sitkensis). Ендеміками екорегіону є острівні вовки (Canis lupus ligoni), поширені на архіпелазі Олександра, та сіткійські бурі ведмеді (Ursus arctos sitkensis), поширені на Адміралтейському острові та на островах Баранова і Чикагова, які разом відомі як острови ABC.
Серед поширених в екорегіоні птахів слід відзначити білу куріпку (Lagopus lagopus), тундрову куріпку (Lagopus muta), білохвосту куріпку (Lagopus leucura), канадську дикушу (Canachites canadensis), американського орябка (Bonasa umbellus), гірського тетерука (Dendragapus fuliginosus), білоголового орлана (Haliaeetus leucocephalus), довгодзьобого пижика (Brachyramphus marmoratus), віргінського пугача (Bubo virginianus), західну сплюшку (Megascops kennicottii), волохатого дятла (Leuconotopicus villosus), пухнастого дятла (Dryobates pubescens), вогнистого колібрі-крихітку (Selasphorus rufus), кордильєрського волоочка (Troglodytes pacificus), світлоброву золотомушку (Regulus satrapa), західну цитринку (Geothlypis tolmiei), співочу пасовку (Melospiza melodia), рябогруду вівсянку (Passerella iliaca), плямистоволого дрозда-короткодзьоба (Catharus guttatus), дрозда-короткодзьоба Свенсона (Catharus ustulatus), рудобрового квічаля (Ixoreus naevius), ялинового шишкаря (Loxia curvirostra) та сивоголового катуньчика (Leucosticte tephrocotis).

## Збереження
Оцінка 2017 року показала, що 41 344 км², або 72 % екорегіону, є заповідними територіями. Природоохоронні території включають: Національний ліс Тонгасс, Національний ліс Чугач та Національний парк Глейшер-Бей.